# 2008年4月臺灣
| << | 2008年4月 （民國97年） | >> |    |    |    |    |
| \| 日 \| 一 \| 二 \| 三 \| 四 \| 五 \| 六 \| \| \| \| 1 \| 2 \| 3 \| 4 \| 5 \| \| 6 \| 7 \| 8 \| 9 \| 10 \| 11 \| 12 \| \| 13 \| 14 \| 15 \| 16 \| 17 \| 18 \| 19 \| \| 20 \| 21 \| 22 \| 23 \| 24 \| 25 \| 26 \| \| 27 \| 28 \| 29 \| 30 \| \| \| \| \| \| \| \| \| \| \| \| |                        |    |    |    |    |    |
| 臺灣新聞動態／維基新聞 |                        |    |    |    |    |    |
| 世界／中国大陆／臺灣 |                        |    |    |    |    |    |
| 日 | 一                     | 二 | 三 | 四 | 五 | 六 |
| |                        | 1  | 2  | 3  | 4  | 5  |
| 6 | 7                      | 8  | 9  | 10 | 11 | 12 |
| 13 | 14                     | 15 | 16 | 17 | 18 | 19 |
| 20 | 21                     | 22 | 23 | 24 | 25 | 26 |
| 27 | 28                     | 29 | 30 |    |    |    |
| |                        |    |    |    |    |    |

## 4月29日
- 知名作家柏楊，於凌晨1時12分因呼吸衰竭病逝於新店耕莘醫院，享壽88歲。yam天空新聞─中央社１（页面存档备份，存于）２（页面存档备份，存于）

## 4月28日
- 候任行政院長劉兆玄公佈第二波內閣名單，前國防部副部長陳肇敏出任國防部長、前政大校長鄭瑞城出任教育部長、台北市政府秘書長李述德出任財政部長、前台聯立委賴幸媛出任陸委會主委、暨南大學校長張進福、前教育部長曾志朗出任政务委员。yam天空新聞─中央社（页面存档备份，存于）中國時報自由時報
- 26日於七星岩海域失蹤的八名潛水客，全數於台東太麻里外海獲救。

## 4月25日
- 立法院三讀通過《勞動基準法》部分條文修正案，勞工強制退休年齡將由現行的六十歲延後至六十五歲。

## 4月23日
- 台灣團結聯盟在台北市中正區紹興北街中央黨部新址舉辦中央黨部喬遷茶會，台聯精神領袖李登輝、前台聯黨主席蘇進強等人到場祝賀。－中央社（页面存档备份，存于）

## 4月22日
- 旅美棒球選手王建民先發出戰芝加哥白襪，主投6局、被擊出10支安打失3分，率領洋基以9:5擊敗白襪，贏得開季四連勝及生涯第50勝；同日先發出戰匹茲堡海盜的郭泓志主投3.2局失5分，吞下本季首敗。

## 4月21日
- 候任行政院長劉兆玄公布十七名內閣名單，前財政部長邱正雄出任行政院副院長、國民黨副祕書長廖風德出任內政部長、駐瓜地馬拉大使歐鴻鍊出任外交部長、前經濟部次長尹啟銘出任經濟部長、律師王清峰出任法務部長。yam天空新聞─中央社（页面存档备份，存于）中國時報自由時報

## 4月18日
- 正副總統當選人馬蕭辦公室宣布，5月20日後公立學校、公營事業機關不再懸掛元首玉照，但使領館、軍事單位及政府機關仍須繼續懸掛。

## 4月14日
- 總統當選人馬英九宣布由東吳大學校長劉兆玄出任行政院長，國民黨副主席江丙坤出任海基會董事長。

## 4月8日
- 第七屆立法院於本日通過《毒品危害防制條例》三讀後，首次遭遇2月22日開議後首次「無法案可審」的情形，僅通過四項決議文、以及成立「保護國產調閱委員會」案的二讀。自由時報

## 4月7日
- 針對中華職棒於4月4日發生的熊象之戰衝突事件，聯盟方面正式對La new熊四位當事球員進行懲處。涉及攻擊裁判的林智勝，被聯盟決議處以無限期停賽，外加新台幣11萬元罰款；陳峰民、潘忠韋、黃俊中等三人，則分別被處以禁賽1至3場、罰款新台幣3到7萬元不等的處分。yam天空新聞─中央社（页面存档备份，存于）

## 4月6日
- 博鰲亞洲論壇公佈訊息，以往每年皆有與會的副總統當選人蕭萬長將以兩岸共同市場基金會董事長名義出席，並有機會與中共中央總書記胡錦濤會面。PChome新聞─中央社

## 4月5日
- 為期八天七夜、堪稱台灣最大宗教活動之一的大甲媽祖遶境進香活動正式展開，鎮瀾宮媽祖鑾轎於深夜11時10分（台灣時間）起駕出巡，預計於4月8日抵達新港奉天宮。yam天空新聞─中央社（页面存档备份，存于）yam天空（页面存档备份，存于）自由時報中國時報（页面存档备份，存于）

## 4月4日
- 中華職棒La new熊隊對兄弟象例行賽，發生球員與裁判的衝突事件。La new熊球員林智勝於九局下半時，因不滿裁判判決而上場將一壘審江春緯撞倒，十一局下半，La new熊球員陳峰民、潘忠韋與黃俊中再度因不滿裁判判決，而上場一壘審發生爭論。比賽延長至十二局，終場以5：5言和。四位球員除了被當場驅逐出場外，聯盟方面同時立即對熊隊四名球員做出罰款、禁賽等初步處分。自由時報麗臺運動報yam天空新聞─中央社（页面存档备份，存于）

## 4月3日
- 公民監督國會聯盟舉行記者會，公佈第七屆立法委員就職以來，各委員的開會缺席名單，並藉此呼籲立法委員恪守本分。名單裡缺席最嚴重的11位立委中，以國民黨籍的立法委員占大多數。自由時報

## 4月2日
- 最高檢察署特偵組偵辦三一九槍擊案，今日在台南市警察局第六分局新興派出所，訊問該案已故兇嫌陳義雄遺孀陳李淑江、兒子陳建州，及女兒陳怜君、陳怡君；訊後皆被飭回。PChome新聞─中央社（页面存档备份，存于）

## 4月1日
- 陳水扁總統上午與總統當選人馬英九在台北賓館會面，並開放一小時時間供媒體公開採訪、另外約半小時進行閉門會談。公開會談中，扁馬雙方在九二共識方面數度爭鋒相對。yam天空新聞─中央社１（页面存档备份，存于）２（页面存档备份，存于）３（页面存档备份，存于）中國時報１２（页面存档备份，存于）自由時報
- 旅美棒球選手王建民於紐約洋基開幕戰先發出戰多倫多藍鳥，主投7局、被擊出6支安打失2分，率領洋基以3:2贏得首勝，亦為個人本季首勝。PChome新聞─中央社